# S・スコット・ブロック
スチュアート·スコット·ブロック（Stuart Scott Bullock,  1956年5月7日 - ）は、アメリカ合衆国の女優、声優である。